# Adeline Hazan
Pour les articles homonymes, voir Hazan.
Adeline Hazan, née le 21 janvier 1956 à Paris, est une magistrate et femme politique française.
Présidente du Syndicat de la magistrature de 1986 à 1989 et membre du Parti socialiste, elle est députée européenne de 1999 à 2008, maire de Reims et présidente de Reims Métropole de 2008 à 2014. Elle est contrôleuse générale des lieux de privation de liberté de 2014 à 2020. Depuis juin 2022, elle est présidente d'UNICEF France.

## Enfance et famille
Adeline Hazan est née le 21 janvier 1956 à Paris, dans une famille politiquement de droite. Son père, d'origine juive égyptienne et juriste de formation, dirige une entreprise spécialisée dans l'import-export d'équipement pétrolier. À l'école, bien que « turbulente », elle est une très bonne élève,.

## De la magistrature à la politique
Elle obtient une maîtrise de droit privé en 1976 puis étudie à l'Institut de criminologie en 1977. Elle entre ensuite à l'École nationale de la magistrature. Elle commence sa carrière comme juge d'application des peines au tribunal de grande instance de Châlons-sur-Marne entre 1980 et 1983. Elle retrouve la région parisienne en devenant juge des enfants jusqu'en 1990. Elle devient parallèlement présidente du Syndicat de la magistrature, marqué à gauche, de 1986 à 1989. Après une pause, en tant que chargée de mission au secrétariat général à l'intégration en 1990-1991 puis comme responsable du secteur de la prévention de la délinquance à la délégation interministérielle à la ville entre 1991 et 1995, elle reprend ses fonctions de juge des enfants au sein du tribunal de grande instance de Paris.
Elle rejoint le Parti socialiste en 1992, après avoir été repérée et encouragée par Lionel Jospin, alors premier secrétaire du parti. Elle fait partie de son équipe de campagne pour les questions de justice lors de l'élection présidentielle de 1995 puis devient secrétaire nationale chargée des questions de société. La même année, à la suite de la défaite de la gauche aux élections municipales à Reims, elle vient s'implanter dans la commune. Elle est depuis présentée par ses adversaires politiques comme une « parachutée », ce qu'elle réfute en répondant : « cette ville est la première et la seule où j'ai voulu m'investir ». Elle est depuis 2003 secrétaire nationale chargée des droits de l'homme. Elle participe également aux travaux du club Réformer, groupe de réflexion politique avec Martine Aubry, Marylise Lebranchu, Jean Le Garrec, François Lamy.
Elle se présente dans la troisième circonscription de la Marne lors des élections législatives de 1997. Elle échoue face au député sortant, Jean-Claude Thomas (RPR), réunissant 48,46 % des suffrages. Elle recueille toutefois 53 % des bulletins sur la ville de Reims. Malgré sa défaite, la gauche l'emporte au niveau national. Elle devient donc conseillère de Martine Aubry, ministre de l'emploi et de la solidarité, sur les thèmes de la politique de la ville et de l'intégration. Elle est élue conseillère régionale en 1998. En 1999, elle est élue députée européenne puis réélue en 2004 dans la circonscription Est, sur la liste PS qui obtient 33,71 % des voix à Reims. Au Parlement européen, elle siège à la commission des affaires constitutionnelles jusqu'en 2000 puis à la commission des libertés civiles, de la justice et des affaires intérieures.

## À la conquête de la ville de Reims

### Élections municipales de 2001
Alors que le Rassemblement pour la République (RPR) avait été réélu au premier tour en 1983, 1989 et 1995, la droite rémoise se divise un an après le départ de Jean Falala en 1999. Son successeur à la mairie et premier adjoint durant seize ans, Jean-Louis Schneiter, se présente aux élections municipales de 2001 en tant que divers droite alors que le député Jean-Claude Thomas se porte candidat avec le soutien de l'ancien maire. Jean-Claude Étienne, président du conseil régional, est lui aussi évoqué comme possible troisième candidat de la droite. Ce sont finalement Schneiter, soutenu par l'UDF, DL et le MPF, et Thomas (RPR) qui entrent en campagne. Face à eux, Adeline Hazan est désignée comme candidate par 70 % des militants socialistes locaux. Elle porte les couleurs de la gauche plurielle (PS-PCF-Les Verts-MDC). Elle espère tirer profit de ce combat fratricide à droite pour l'emporter. Cependant, une liste alternative apparaît à gauche avec le PRG par un ancien militant socialiste et associatif, Philippe Brun, qui renonce finalement à se présenter.
Au mois de février, un sondage CSA pour L'Union et France 3 Champagne-Ardenne la donne en tête du premier tour (avec 34 % contre 49 % aux deux principaux candidats de droite) et gagnante au second tour en cas de triangulaire avec 43 % des voix. En cas de duel, elle se retrouve à égalité avec le candidat de droite, aussi bien contre Jean-Louis Schneiter que Jean-Claude Thomas. Elle fait campagne sur le slogan « redonner des couleurs à la ville ». Son programme s'articule notamment autour d'une augmentation de la démocratie locale, qu'elle juge « confisquée », en créant des conseils de jeunes et de quartiers, et de la construction d'un tram-train pour l'agglomération rémoise. Le 8 mars, Lionel Jospin, Premier ministre, vient la soutenir à Reims lors de la Journée internationale des droits de la femme après François Hollande en janvier.
Au soir du premier tour, la liste conduite par Adeline Hazan arrive en tête du scrutin avec 34,8 % des voix. Derrière elle, Jean-Louis Schneiter récolte 30 % devançant nettement Jean-Claude Thomas à 23,75 %. L'extrême gauche totalise 8,9 % et une liste d'extrême droite 2,5 %. Entre les deux tours, le maire sortant critique la « liste de fonctionnaires » menée par Hazan. Après le retrait de Jean-Claude Thomas, elle est battue par Jean-Louis Schneiter et obtient 48,5 % des suffrages.
Après sa défaite aux élections municipales, elle poursuit son ancrage sur Reims. En 2002, elle se présente ainsi aux élections législatives dans la deuxième circonscription de la Marne. Après être arrivée en tête du premier tour avec 30,39 % des voix, elle échoue au second face à la dissidente UMP Catherine Vautrin, obtenant 46,05 % des suffrages. Elle est néanmoins majoritaire (avec 55,76 %) sur la partie de la commune de Reims comprise dans la circonscription. Elle se représente en 2007 dans la deuxième circonscription. Ses résultats sont cependant plus faibles qu'en 2002 face à la ministre déléguée à la Cohésion sociale et à la Parité : elle réunit 26,17 % des voix au premier tour puis 43,07 % au second. Elle reste en tête sur les quartiers sud de Reims (compris dans les cantons III, VII et IX) avec 861 bulletins d'avance sur Catherine Vautrin.

### Élections municipales de 2008
Sa candidature aux élections municipales de 2008 à Reims a été décidée par les militants socialistes en septembre 2007. Cette candidature reçoit le soutien des Verts le 25 octobre 2007.
En février, elle présente officiellement sa liste. 38 de ses colistiers sont socialistes, 9 verts, 7 communistes et 5 divers gauche. À la fin du mois, un sondage la place en tête du scrutin, dix points devant ses deux principaux concurrents, avec 36 % des intentions de vote. Au second tour, elle l'emporterait avec 51 % des voix face à Vautrin et 54 % face à Dutreil. La députée Vautrin reçoit le soutien du maire sortant, Jean-Louis Schneiter, de Simone Veil et de Eunice Barber. Elle s'allie au MoDem et prend Jean Marie Beaupuy en deuxième position sur sa liste. Adeline Hazan est de son côté soutenue par Yohann Diniz, qui préside son comité de soutien.
Adeline Hazan arrive en tête du premier tour avec 22 665 voix et 42,06 % des suffrages exprimés. Les listes de droite sont loin derrière : 25,19 % pour la liste Vautrin et 23 % pour la liste Dutreil. Entre les deux tours, l'UMP donne son investiture à la liste de Catherine Vautrin et demande à Renaud Dutreil de se retirer, ce qu'il finit par faire en apportant un soutien « sans aucune ambigüité » à Catherine Vautrin. Il avait auparavant annoncé ne pas appeler à voter pour Mme Vautrin puisqu'elle s'opposait à la fusion de leurs listes. En dépit de ce soutien, la liste de gauche menée par Adeline Hazan remporte largement le deuxième tour des élections municipales. Avec 30 721 voix (soit 56,07 %), elle fait basculer à gauche cette ville traditionnellement ancrée à droite,.

### Maire de Reims (2008-2014)
Le 21 mars 2008, elle est élue maire de Reims par le nouveau conseil municipal, après la victoire de sa liste aux élections municipales du 16 mars, obtenant 56,07 % des voix face à la candidate UMP Catherine Vautrin. Elle devient alors la première femme à la tête de la ville et une des rares femmes à diriger une ville de plus de 100 000 habitants, avec Hélène Mandroux, Valérie Fourneyron, Martine Aubry, Maryse Joissains, Dominique Voynet et Huguette Bello.
Elle fait partie des finalistes du World Mayor Award (trophée mondial des maires) en 2010 pour la ville de Reims.

### Élections municipales de 2014
En février 2014, Adeline Hazan est donnée battue par un sondage avec 42 % des intentions de vote, contre 46 % à l'UMP Arnaud Robinet et 12 % au candidat du FN Roger Paris. Au soir du premier tour, elle est devancée de peu par le candidat de la droite (38,29 % contre 39,63 %), mais le candidat frontiste peut se maintenir avec 16,01 % des voix. Au second tour, Arnaud Robinet l'emporte avec 46,19 % des suffrages dans un contexte de plus forte mobilisation et de recul du FN. La « vague bleue » nationale emporte donc Adeline Hazan qui totalise 42,75 % des voix et reste conseillère municipale jusqu'à sa nomination comme contrôleuse général des lieux de privation de liberté.

## Contrôleuse générale des lieux de privation de liberté
Le 11 juin 2014, elle est proposée par François Hollande pour devenir contrôleuse générale des lieux de privation de liberté. Le 9 juillet 2014, la commission des lois approuve la nomination d'Adeline Hazan au poste de contrôleur général des lieux de privation de liberté. Elle est nommée « contrôleuse générale des lieux de privation de liberté » par décret du 17 juillet 2014.
En avril 2020, au début de la pandémie de Covid-19 et après la libération de 6 300 détenus, Adeline Hazan déclare que ces mesures ne sont pas à la hauteur de la crise et réclame la libération d'au moins 7 000 détenus supplémentaires, voire 15 ou 16 000.
Elle quitte ses fonctions en laissant le poste vacant le 17 juillet 2020. Elle est admise à faire valoir ses droits à la retraite, à compter du 1er avril 2021.